# Avions de transport régional

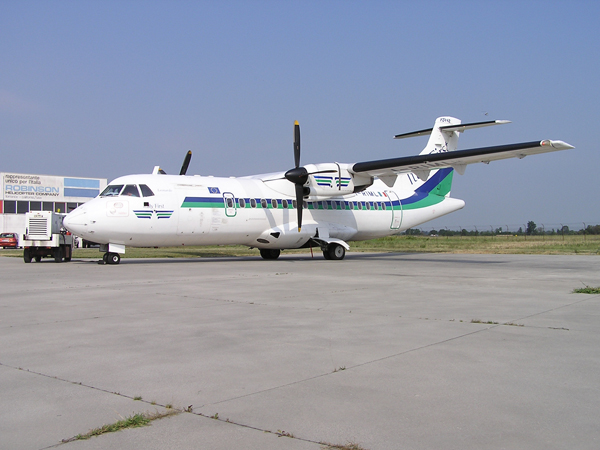
Een ATR 42

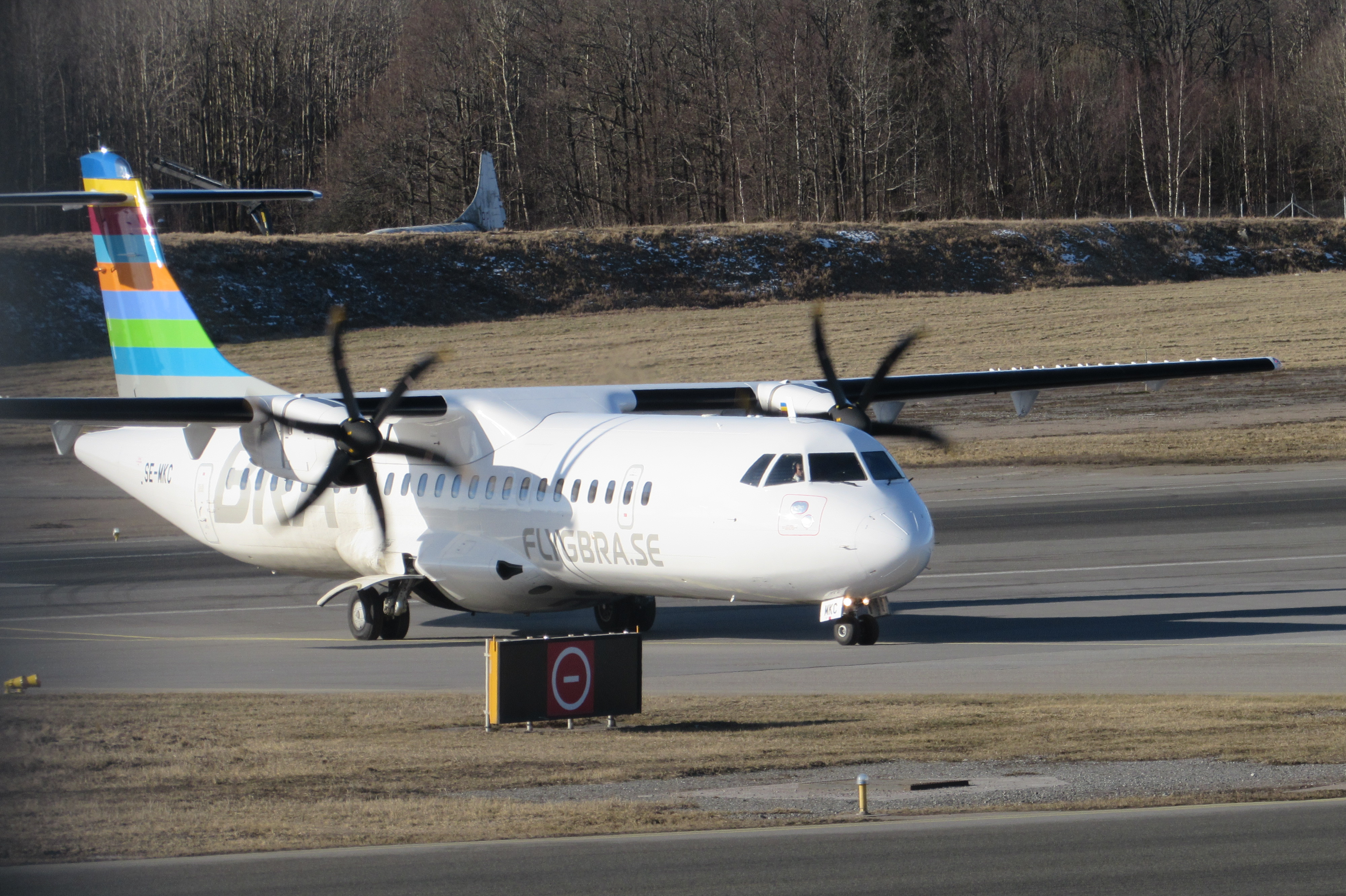
ATR 72-600 toestel

Avions de transport régional (ATR) is een Frans-Italiaanse vliegtuigbouwer bekend van de ATR 42 en de ATR 72. ATR ontstond in 1981 als een samenwerking tussen het Franse Aérospatiale (nu onderdeel van Airbus) en het Italiaanse Aeritalia, dat nu onderdeel is van het Italiaanse conglomeraat Finmeccanica/Leonardo. Het hoofdkwartier is gevestigd in het Franse Toulouse op het terrein van Aéroport de Toulouse-Blagnac. Thans hebben Airbus Group en Leonardo elk de helft van ATR in handen.
In november 2016 had het bedrijf meer dan 1500 toestellen verkocht en al meer dan 1300 exemplaren afgeleverd. Het aandeel van de ATR 42 toestellen is ongeveer een derde van het totaal. Er werken circa 1200 mensen voor het bedrijf met een jaaromzet van zo'n US$ 2 miljard.
Het eerste ATR vliegtuig werd geïntroduceerd in 1985. ATR bouwt uitsluitend propellervliegtuigen: zowel de ATR 42 als de ATR 72 zijn uitgerust met elk twee turboprops. De ATR 42 biedt plaats aan 50 passagiers en de ATR 72 heeft ruimte voor 70 passagiers.